# 砥部町
砥部町（日语：／ Tobe chō）是位於日本愛媛縣伊予郡的町，地處松山平原的南端。北邊以重信川與松山市南部相鄰，砥部川流經其城鎮中心，南部多為群山。由於國道379號與連接松山和高知縣的國道33號經過町內，使當地作為松山市的通勤城鎮而發展。砥部町也是愛媛縣指定的無形文化財砥部燒的發源地

## 氣候
砥部町北部全年氣候溫和，中部地區屬於盆地型氣候，溫差較大；南部的山區在冬季時積雪深度可達15公分。

## 人口
| 砥部町人口分布圖 |                                               |  |
| 砥部町與日本全國年齡別人口分布比較圖 （2005年資料） | 砥部町的年齡、男女別人口分布圖 （2005年資料） |  |
| ■紫色是砥部町 ■綠色是全国 | ■藍色是男性 ■紅色是女性                       |  |
| 砥部町人口變化 \| 1970年 \| 13,831人 \| \| \| 1975年 \| 15,365人 \| \| \| 1980年 \| 17,958人 \| \| \| 1985年 \| 19,339人 \| \| \| 1990年 \| 20,802人 \| \| \| 1995年 \| 21,705人 \| \| \| 2000年 \| 22,075人 \| \| \| 2005年 \| 22,424人 \| \| \| 2010年 \| 21,981人 \| \| \| 2015年 \| 21,239人 \| \| \| 2020年 \| 20,480人 \| \| |                                               |  |
| 資料來源：日本總務省統計中心提供之人口普查數據 |                                               |  |
| 1970年 | 13,831人                                      |  |
| 1975年 | 15,365人                                      |  |
| 1980年 | 17,958人                                      |  |
| 1985年 | 19,339人                                      |  |
| 1990年 | 20,802人                                      |  |
| 1995年 | 21,705人                                      |  |
| 2000年 | 22,075人                                      |  |
| 2005年 | 22,424人                                      |  |
| 2010年 | 21,981人                                      |  |
| 2015年 | 21,239人                                      |  |
| 2020年 | 20,480人                                      |  |

## 歷史

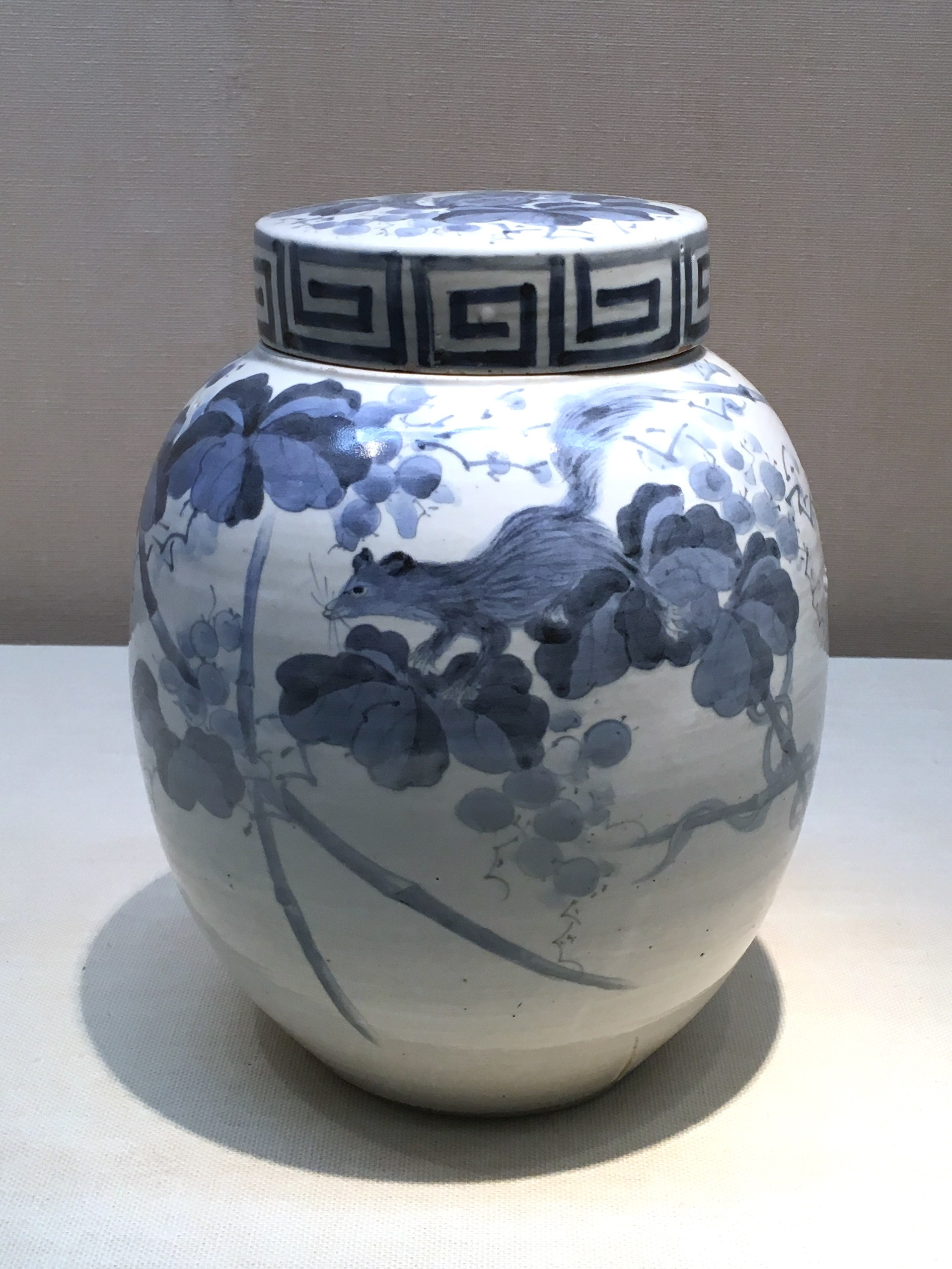
砥部焼（江戸時代後期）

在747年「法隆寺文書」中出現「砥部荘」一詞。在中世紀屬於河野氏的領地，江戶時代先後隸屬松山藩、大洲藩、新谷藩。在平成大合併時，最初原是歸劃伊予郡下，全部行政區劃階與伊予市合併。但由於砥部町和廣田村的生活圈與伊予市略有不同，因此這兩個行政區劃自行合併為新的砥部町。

### 年表
- 1889年12月15日：實施町村制，現在的轄區在當時分屬：下浮穴郡砥部村、原町村、廣田村。
- 1897年4月1日：被併入伊予郡。
- 1928年11月10日：砥部村改制為砥部町。[5]
- 1955年3月31日：砥部町和原町村合併為新設置的砥部町。
- 2005年1月1日：砥部町和廣田村合併為新設置的砥部町。[6]

### 變遷表
| 1889年4月1日 | 1889年 - 1926年 | 1926年 - 1954年       | 1955年 - 1989年      | 1989年 - 現在       | 現在                |
| ------------ | --------------- | --------------------- | -------------------- | ------------------- | ------------------- |
| 原町村       | 原町村          | 原町村                | 1955年3月31日 砥部町 | 2005年1月1日 砥部町 | 2005年1月1日 砥部町 |
| 砥部村       | 砥部村          | 1928年11月10日 砥部町 | 1955年3月31日 砥部町 | 2005年1月1日 砥部町 | 2005年1月1日 砥部町 |
| 廣田村       |                 |                       |                      | 2005年1月1日 砥部町 | 2005年1月1日 砥部町 |

## 交通
町內內無鐵路通過，高速道路雖有通過境內，但並無設置交流道，距離最近的交流道為位於松山市的松山自動車道松山交流道。

## 觀光資源

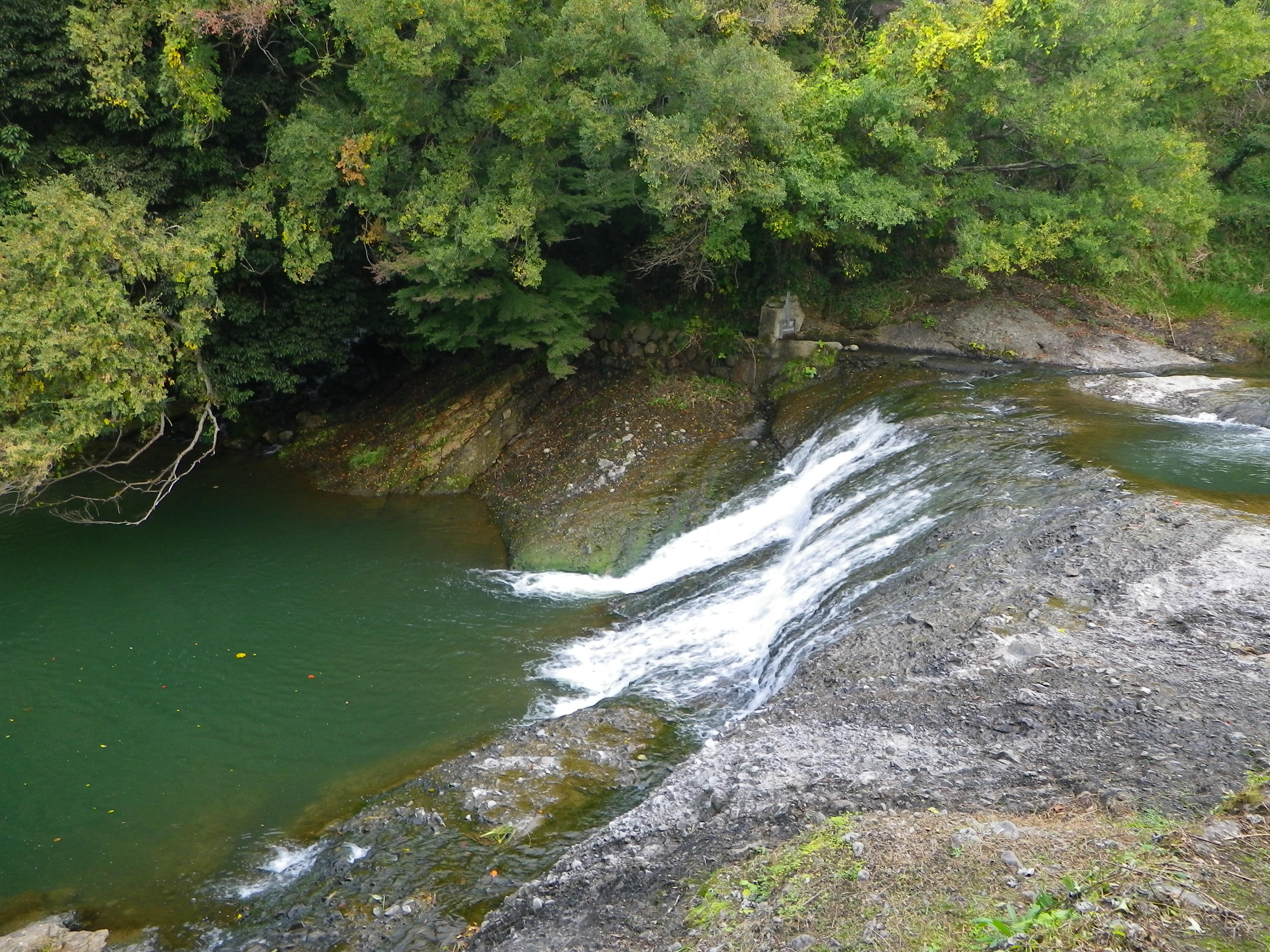
砥部川河床中的砥部逆斷層（中央構造線的露頭）

- 陶街道五十三次
- 坂村真民記念館
- 衝上斷層（中央構造線露出地面的斷層）
- 陶芸創作館

祭典、活動
- 如月忌：每年2月舉行
- 七折梅祭：每年2月下旬至3月上旬期間舉行
- 砥部燒祭：每年4月第三個周末舉行

## 教育
大學
- 愛媛縣立醫療技術大學

高等學校
- 愛媛縣立松山南高等學校砥部分校

## 本地出身人物
- 井上正夫：新派劇演員、書法家、電影導演
- 大森研一：電影導演、電影作家、編劇
- 酒井洋明：樂團12012上吉他手

## 外部連結
- （日語） 砥部町、廣田村合併協議會 （页面存档备份，存于）
- (PDF). 砥部町観光協会. 2014-01  [2023-03-13]. （原始内容存档 (PDF)于2024-03-29） （中文（臺灣））.